# Кава з лікером
Кава з лікером — збірна назва кавових напоїв, що виготовляються з додаванням спиртного (часто — лікерів). Така кава подається в спеціальному посуді, часто — з додаванням вершків і цукру.

## Різновиди
- «Кава по-ірландськи» (з додаванням віскі)
- Кава з бренді
- «Французька кава» (з додаванням лікеру Grand Marnier)
- Італійська класична (з додаванням амарето)
- Кава по-німецьки (з додаванням шнапсу)
- «Каліпсо» (з додаванням рому і лікеру Тіа Марія або Калуа)
- «Фарісей» (з додаванням рому)
- Кава по-англійськи (з додаванням джина)
- Баракіто (з лікером)
- Каск (з додаванням горілки)
- Кава Мокко-глінтвейн (з додаванням вина)